# لا ایسلا بونیتا
لا ایسلا بونیتا (به زبان اسپانیایی: La Isla Bonita؛ به معنی جزیره زیبا) نام یکی از آهنگهای مشهورِ ساختِ مدونا است.
این آهنگ در آلبوم تروبلو (آبی واقعی)، و در سال ۱۹۸۷ اول بار پخش شد، که ویدئوی آن در یکی از محلاتِ لس آنجلس فیلمبرداری گردید.